# Малинова (Прјевидза)
Малинова (слч. Malinová) насељено је мјесто са административним статусом сеоске општине (слч. obec) у округу Прјевидза, у Тренчинском крају, Словачка Република.

## Становништво
| Година:    | 1994. | 2004.   | 2014.   | 2024.    |
| ---------- | ----- | ------- | ------- | -------- |
| Број људи: | 825   | 892     | 909     | 1011     |
| Разлика:   |       | +8,12 % | +1,90 % | +11,22 % |

| Година:    | 2023. | 2024.   |
| ---------- | ----- | ------- |
| Број људи: | 1026  | 1011    |
| Разлика:   |       | -1,46 % |

Према подацима о броју становника из 2011. године насеље је имало 894 становника.